# シェラ・デ・コブレの幽霊
『シェラ・デ・コブレの幽霊』（シェラ・デ・コブレのゆうれい、原題：The Ghost of Sierra de Cobre、別題：The Haunted ）は、1964年に公開予定だったアメリカ合衆国のホラー映画。日本では1967年にNETテレビ（現：テレビ朝日）の『日曜洋画劇場』で放送されている。モノクロ作品。公開予定年には1959年説もあるが、ここではallcinemaなどの情報、アメリカ盤DVD及びブルーレイに収録された情報を基に記載した。当時の新聞のラテ欄では『シエラデコブレの幽霊』となっている。

## 概要
心霊調査員を主人公とし、当時のアメリカ映画としては珍しい「足の無い幽霊」が登場するホラー映画である。元々はアメリカの放送局CBSによるテレビシリーズ『The Haunted 』のパイロット版として製作された54分の中編作品「The Haunted」であった。その後、この54分版「The Haunted」に未採用となったエピソードシーンを追加し、1時間21分版の「シェラ・デ・コブレの幽霊」として完成を見たが、お蔵入りとなり、上映および放送されることはなかった。上映中止となった理由については、あまりに恐ろしい映像描写ゆえに試写会で体調を悪化させる者が続出したためであるとも伝えられている。
一方、製作資金を回収する目的でアメリカ国外へのフィルム貸し出しは行われ、日本を始めヨーロッパ各国およびオーストラリアでは「未公開映画」として数回テレビ放送されている。日本では1967年8月20日に『日曜洋画劇場』で「怪奇映画集」として、『ミイラ男の呪い』のダイジェスト版との2本立てという形で放送された（本作を第1部、『ミイラ男の呪い』を第2部として放送）。また、本作は『日曜洋画劇場』で放送された初の未公開映画でもある。放送前には頻繁に番組宣伝もなされ、同番組も20%近い高視聴率を記録したが、全国放送されたのはこの1回きりである。以降は1978年8月14日23時14分～にサンテレビで放送されるなど地方の深夜放送などで数回放送されたのを最後に、フィルムの貸し出し期間満了となり、再放送されることはなくなった。
公開が中止となった経緯については異説もあり、実際は監督のジョセフ・ステファノと放送局との間に契約上のトラブルが発生し企画が流れたが、その後に主演のマーティン・ランドーが語った試写会の様子に尾ひれがつき「伝説」として広まったのではないか、と推理するものもある。この説は、ステファノが代表作の一つであるABCテレビ制作の番組『アウターリミッツ』の第2シーズンを降板しているという状況を根拠とした臆測であり、実際のところは定かではない。ステファノはこの作品以降、監督業を一切行わなくなったが、シナリオライターとして成功を収めた。代表的な作品にはアルフレッド・ヒッチコック監督による1960年の映画『サイコ』がある。
現存するフィルムは、確認されている限りでは世界中に2本だけである（詳細は「#現存するフィルム」を参照）。長年、映像ソフト化はされていなかったが、2018年10月にアメリカ盤DVD及びブルーレイが発売された（日本語字幕・吹替は未収録。1時間21分版「シェラ・デ・コブレの幽霊」と54分版「The Haunted」の両方を収録）。
2022年、アマゾンプライムにて配信が始まる。

## あらすじ（「シェラ・デ・コブレの幽霊」1時間21分版）
著名な建築家ネルソン・オライオンは、心霊調査員というもうひとつの顔を持っていた。ある日、盲目の資産家ヘンリー・マンドールから「死んだはずの母親から毎晩電話がかかってくるので調査して欲しい」という依頼が舞い込む。調査のため、ヘンリーの美しき妻ヴィヴィアと共に母親の眠る納骨堂に行くと、棺の蓋は開き、そばには電話が置いてあった。その時、恐ろしげな女の幽霊が現れて禍々しい悲鳴を浴びせ、ヴィヴィアはショックのあまり気絶してしまう。
そのままネルソンの家に運ばれ、目覚めたヴィヴィアは、ネルソンの家の壁に教会の油絵が飾られていることに気付く。その教会のある村の名は「シェラ・デ・コブレ」（コブラ山）と言った。かつてその村では、女の幽霊によるアメリカ人女教師殺害事件があり、村から依頼を受けてネルソンはその事件の調査をしたことがあった。
ネルソンは、体調が回復したヴィヴィアをマンドール家に連れて行き、そこで初めて依頼主のヘンリー・マンドールと、異様な雰囲気を持つ家政婦のポーリナに会う。実はこの家政婦のポーリナも、シェラ・デ・コブレ村の出身であった。アメリカ人女教師殺人事件とネルソンによる心霊調査を覚えていたポーリナは、事件を解決できなかったネルソンを非難し、今回の電話事件の解決も無理であると主張する。それに対してネルソンは、あの事件は心霊現象によるものではなかったと反論する。その直後、ネルソンとマンドール夫妻は超常現象を経験する。自宅に戻ったネルソンは、自宅の家政婦フィンチと一緒にこれまでの経緯を整理し、アメリカ人女教師殺人事件の資料を最初から読み返し始める。明け方になり、マンドール夫妻と家政婦ポーリナが、町を離れることにしたので挨拶したいと言ってネルソンの家にやって来る。そこで遂にネルソンは、マンドール家と幽霊の関係、アメリカ人女教師殺人事件の真相を知ることになる。

## キャスト
※括弧内は日本語吹替（テレビ版・初回放送1967年8月20日『日曜洋画劇場』）
- ネルソン・オライオン：マーティン・ランドー[13]（穂積隆信）
- ヘンリー・マンドール：トム・シムコックス（田中信夫）
- ヴィヴィア・マンドール：ダイアン・ベイカー（二階堂有希子）
- ポーリナ：ジュディス・アンダーソン - マンドール邸の家政婦。
- マリー・フィンチ：ネリー・バート - ネルソン・オライオン邸の家政婦。
- ベネデイクト・スローン：レナード・ストーン（英語版）

## 現存するフィルム
本作のフィルムは希少であり、幻の映画として世界中の愛好家が探し回っているといわれる。CBSテレビが所有していたプリントは同社の社員が自宅に保管していたが、火災によって失われた。現存が確認されている2本のフィルムのうち、1本はカリフォルニア大学ロサンゼルス校が、もう1本は日本の映画評論家である添野知生が所有している。
添野が所有するフィルムは、2006年までアメリカ合衆国の映画古道具屋で保管されていたもので、eBayのネットオークションを通じて存在が知られるようになったものを、添野が所有者と直接交渉して競り落としたものである。なお、このフィルムは1967年に日本で放送されたものとは結末が異なるとも言われ、自動車が崖から落ちる場面のあるバージョンが存在するという噂や、オリジナルはカラーで制作されていたという説もあり、都市伝説の文脈で語られることもある。(自動車が崖から落ちるシーンがあるのは「シェラ・デ・コブレの幽霊(1時間21分版)」であり、「The Haunted(54分版)」にはない。そして両版の結末は全く異なっている。）
日本でもホラー映画関係者の間では伝説的な存在であったが、テレビ番組『探偵!ナイトスクープ』の2009年8月28日放送分において本作を探して欲しいという依頼があり、この番組をきっかけにして一般にも存在が広く知られることとなった。2010年2月6日にはホラー映画向上委員会の主催により、添野が所持するフィルムが神戸映画資料館で上映された。このほか2010年8月8日には、東京都江戸川区で開催された『日本SF大会2010』にて本作の上映が行われた。2010年9月17日には、金沢市で開催された『カナザワ映画祭2010 世界怪談大会』で、会場である本多の森公園にて野外上映が行なわれた。添野は所有するフィルムのDVD化を目指して活動しているが、実現していない。

## 備考
- タイトルになっている「シェラ・デ・コブレ村」は、登場人物の会話の中で語られるだけで、本作には登場しない。
- 本作の結末で明かされる真相は、本作の監督ジョセフ・ステファノが脚本を書いた1960年の映画『サイコ』との類似性を感じさせるものとなっている[9]。
- ネルソンが現代建築家である一方で心霊調査員であったり、ネルソン邸の外観はモダンアート風でありながら内部はゴシック調であったり（厳密には1階がゴシック調で、2階は設備の整った近代住宅）、ネルソン邸の家政婦フィンチは幽霊を信じない徹底した現実主義者である一方で、マンドール邸の家政婦ポーリナは魔女の風体であるなど、さまざまな対比（極端な二面性）を随所に盛り込んでいる。
- 「The Haunted(54分版)」、「シェラ・デ・コブレの幽霊(1時間21分版)」ともにパイロット版であるためか、編集が粗く、理屈に合わない部分がある。「The Haunted」のラストで知人のスローンが運転する車に轢かれる小瓶は、なぜそこに落ちていたのかはっきりしないが、「シェラ・デ・コブレの幽霊」では地面に落ちていた理由のわかるシーンがある。また「シェラ・デ・コブレの幽霊」の中盤、ネルソン邸の崖下の海岸にやってくる若い女性とネルソンが会話を交わすシーンは本編と全く関係がない。

## 他作品に与えた影響
日本の脚本家・映画監督の高橋洋は、子供の頃に本作の予告編をテレビ放送で見た経験をモチーフとして、後の1996年に日本で公開されたホラー映画『女優霊』の脚本を書いたという。さらには高橋がその後に関わった1998年の映画『リング』にも本作からの影響が反映されており、『女優霊』に登場した未公開映画の中の幽霊の描写は、『リング』の登場人物、山村貞子の映画版における描写に影響を与えている。『女優霊』、『リング』は後にアメリカ合衆国でリメイク版が製作され公開された。